# Kfz-Kennzeichen (Grönland)

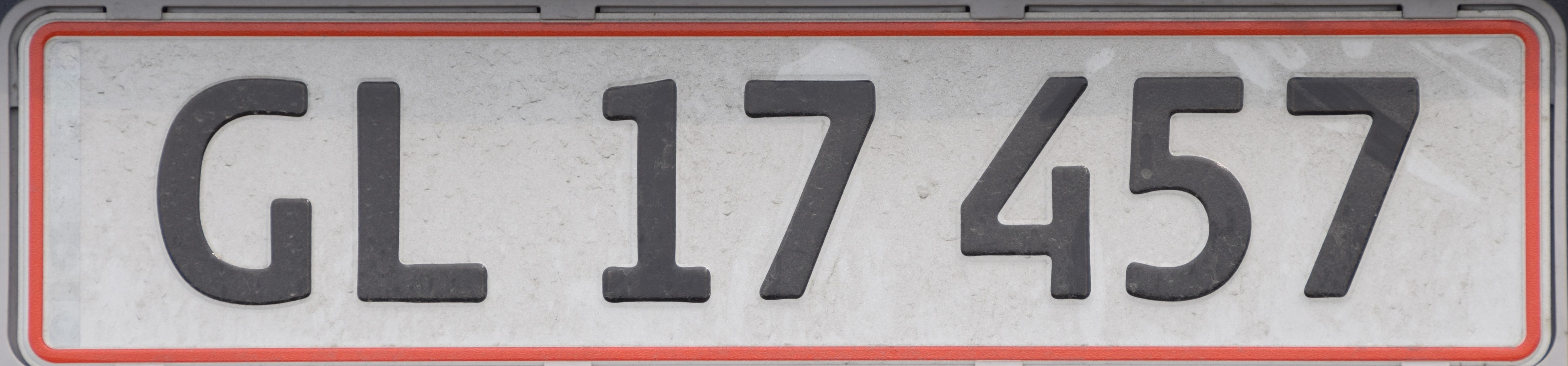
Aktuelles grönländisches Kennzeichen

In Grönland wurden Kraftfahrzeugkennzeichen im Jahr 1968 eingeführt.

## 1968 bis 1976
Die erste Kennzeichenserie bestand aus einem G für Grönland, der nummerierten Angabe des Polizeidistrikts, in dem das Auto zugelassen worden war, und einer bis zu vierstelligen Zahl, wobei die Zahl für den Polizeidistrikt und die anschließende Zahl durch einen Punkt getrennt waren. Die Schrift war wie in Dänemark weiß auf schwarzen Grund.

## 1976 bis 2008

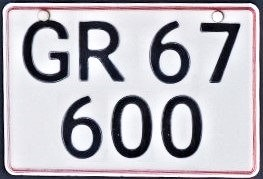
Zweizeiliges Kennzeichen der älteren Serie

1976 wurde das System geändert. Der Buchstabe G wurde durch GR ersetzt. Die Laufnummer wurde auf maximal drei Ziffern begrenzt. Falls in einem Polizeidistrikt mehr als 999 Autos zugelassen worden waren, erhielt er neue Identifikationsnummern. Der Punkt zwischen den beiden Zahlengruppen wurde entfernt. Zugleich war die Schrift fortan wie in Dänemark schwarz auf weißem Grund mit roter Umrandung.

## Seit 2008

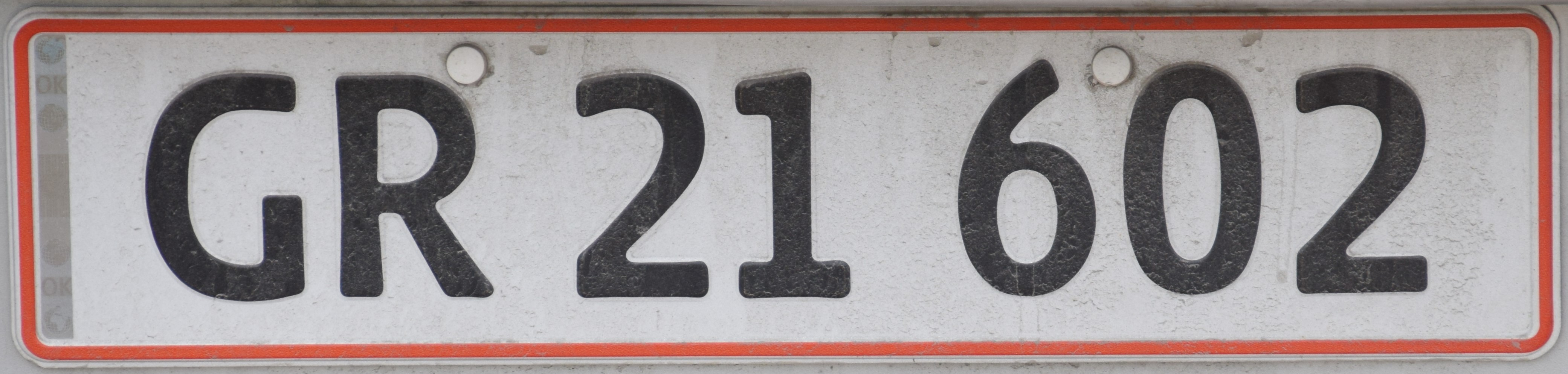
Kfz-Kennzeichen mit aktueller Schrift und altem Kürzel GR

2008 wurde der Schrifttyp wie in Dänemark geändert. Wenig später wurde die Markierung der Polizeidistrikte abgeschafft und die Buchstaben GR durch GL ersetzt, sodass seither wie in Dänemark eine zufällige fünfstellige in zwei Gruppen geteilte Zahl genutzt wird. Grönländische Kennzeichen entsprechen somit den dänischen vollständig mit der Ausnahme, dass die in dänischen Kennzeichen zufälligen zwei Buchstaben zu Beginn immer GL lauten.
2021 wurde ein steuerfreies Kennzeichen für Flughafenfahrzeuge eingeführt, das mit den Buchstaben UA (uden afgift „ohne Abgabe“) beginnt und rote Schrift auf gelbem Grund benutzt.